# Ivica Picek
Ivica Picek (Mali Zvornik, Srbija, 8. listopada 1950.), hrvatski fizičar

## Životopis
Rođen u Malom Zvorniku. 
Studirao je teorijsku fiziku na PMF-u u Zagrebu. Profesor Dubravko Tadić je na PMF-u osnovao je skupinu mlađih znanstvenika u kojoj je bio i Picek. To je bila tzv. Zagrebačka grupa, koja je proučavala fenomenologiju elektroslaboga ujedinjenja. Skupinu su činili studenti koje je Tadić vodio 1970-ih (A. Andrasi, H. Galić, B. Guberina, I. Picek i J. Trampetić) pri studiranju efektivne slabe Hamiltonove s QCD ispravkama. Picek je diplomirao na PMF-u 1974. godine. Iste godine bavio se istraživačkim radom u Institutu Ruđer Bošković. Magistrirao je 1977. kod mentora Dubravka Tadića tezom Anomalne slabe i elektromagnetske interakcije. Doktorirao na zagrebačkome PMF-u 1980. godine. tezom Vektorske čestice i narušenje prostornog pariteta u unificiranim baždarnim teorijama slabe, elektromagnetske i jake interakcije, a voditelj rada bio je Dubravko Tadić. Nastavio je usavršavati se na Institutu Niels Bohr u Kopenhagenu (1981. – 1983.), DESY u Hamburgu (Humboldtov stipendist 1986. i 1988. kod Roberta Pecceija), CERN-u kraj Ženeve i na sveučilištima u SAD-u. Na CERN je došao kao član teorijske grupe hrvatskih fizičara, na kojem je bio gostujući znanstvenik na Teorijskom odjelu 1990. godine.
Na PMF-u se zaposlio 1991., redovni je profesor od 1992., na tamošnjem Zavodu za teorijsku fiziku predstojnik 2005. do 2007. i predstojnik tamošnjeg Zavoda za teorijsku fiziku čestica i polja od 2013. do odlaska u mirovinu 2016. godine. Voditelj znanstvenog projekta Elementarne čestice, teorija polja i kozmologija te voditelj Sveučilišnoga poslijediplomskog studija fizike. Od 2017. profesor emeritus na svom fakultetu. Bio je suorganizator prve međunarodne konferencije iz fizike u neovisnoj Hrvatskoj VIIth Adriatic Meeting on Particle Physics (Brijuni, 13. – 20. rujna 1994.), zajedno s Dubravkom Tadićem i D. Klabučarom.
Bavi se fizikom elementarnih čestica, izučavanjem narušenja simetrija u fundamentalnim međudjelovanjima, posebice rijetkim procesima i narušenjima prostornoga pariteta vremenske mikroobrativosti CP-simetrije te pionirskim proučavanjem narušenja Lorentzove simetrije i slučajne dinamike, teorijskom fizikom, izučavanje fizike elementarnih čestica u okviru baždarnih teorija ujedinjenog elektro-slabo-jakog međudjelovanja.
Članke je objavio u Matematičko-fizičkom listu, Physics Letters B, Nuclear and Subnuclear Physics, Journal of High Energy Physics, Physical Review D - Particles, Fields, Gravitation, and Cosmology, Synthesis Philosophica, ournal of physics. G, Nuclear and particle physics, European Physical Journal C, Czechoslovak Journal of Physics, Fizici B, Filozofskim istraživanjima, Encyclopaedia moderna, Prirodi, zbornicima sa znanstvenih skupova, predgovore i poglavlja u knjigama i dr.

## Djela
Izbor iz djela:
- Elementarne čestice – iskrenje u svemiru tamne tvari (1997)
- Fizika elementarnih čestica, udžbenik (1997).

## Nagrade
Dobitnik je nagrada i priznanja:
- 2004. Državna nagradu za znanost u području prirodnih znanosti, za znanstvenu provjeru granica standardne teorije čestica i sila proračunima kvantnih petlji
- 2015.: Nagrada Andrija Mohorovičić, za teorijska istraživanja koja povezuju neutrinsku fiziku i tamnu tvar te za prijenos znanja i odgoj mladih stručnjaka
- 2017.: profesor emeritus PMF-a u Zagrebu[1]

## Vanjske poveznice
- Researchgate